# Wendell Fertig

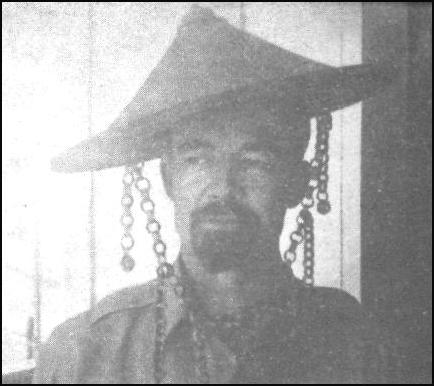
Fertig na Filipinach podczas II wojny światowej

Wendell Fertig (ur. 16 grudnia 1900 zm. 24 marca 1975) – amerykański żołnierz, kapitan wojsk inżynieryjnych Armii Stanów Zjednoczonych. W czasie II wojny światowej przebywał na Filipinach.
W kwietniu 1942 roku już jako podpułkownik został przeniesiony rozkazem generała Edwarda P. Kinga z Bataan na Mindanao. W maju 1942, kiedy padł rozkaz poddania Filipin Japończykom, Fertig zignorował go i postanowił kontynuować walkę. Przez dwa i pół roku stał na czele Armii Stanów Zjednoczonych na Filipinach (ASzFil) którą stworzył osobiście bez ingerencji dowództwa (generał Douglas MacArthur dowiedział się o Fertigu kilka miesięcy po rozpoczęciu przez niego działań partyzanckich). Wendell Fertig samodzielnie mianował się generałem brygady – powód był prosty: Filipińczycy nie chcieliby współpracować z „armią”, w której najwyższy stopniem jest podpułkownikiem. Decyzja ta miała wymiar praktyczny, jak również czysto psychologiczny. Nigdy nie została formalnie zaakceptowana przez armię i nawet po wojnie Fertig nie został oficjalnie mianowany generałem.